# Kong: La serie animada
Kong: La serie animada es una serie de televisión estadounidense infantil protagonizada por King Kong, el antagonista de la película 1933 del mismo nombre. Kong fue creada para competir con Godzilla: la Serie, y emitió por primera vez en BKN en el año 2000. En mayo de 2001, Fox Kids comenzó a transmitir reposiciones de los primeros 13 episodios. Entonces, Jetix comenzó a transmitir reposiciones de 9 de septiembre de 2005, con motiv del estreno de  King Kong de Peter Jackson. Además, se lanzaron dos películas basadas en el mismo universo, directamente en DVD: Kong: Rey de Atlantis en 2005 y Kong: Vuelve a la selva en 2007.

## Trama
Kong: La serie animada se establece después de los acontecimientos de la película de 1933, después de muchos años como lo demuestra la presencia de las computadoras y otros avances tecnológicos, aunque nunca de forma explícita. En la apertura de dos partes episodio "el Regreso", una brillante científico llamada Dr. Lorna Jenkins toma muestras de ADN del cuerpo de Kong y crea un clon de él. La Dr. Jenkins es capaz de hacer esto a través de la investigación de la manipulación genética, con la ayuda implícita de una colección de objetos antiguos  de gran alcance llamadas las Piedras Primal (que forman parte de la casa de la isla misma de donde viene el original Kong). 
Aunque todavía en su infancia, este nuevo Kong se hace amigo del joven nieto de la Dr. Jenkins, Jason. Sin embargo, la investigación del Dr. Jenkins está bajo la atención de un hombre ambicioso llamado Ramón De la Porta, un arqueólogo impulsados por la codicia y la falta de moral, así como la necesidad de hacerse un éxito en el mundo científico. De La Porta y sus hombres (disfrazado con un traje de sigilo) tratan de forzar a la Dr. Jenkins para compartir sus descubrimientos con él, pero cuando ella se niega más tarde intenta colarse en su laboratorio y robar. Sin embargo, es descubierto por la doctora Jenkins, lo que resulta en una lucha en la que De la Porta está salpicado de una sustancia química que disuelve su mano derecha. Huye del laboratorio de la Dr. Jenkins', mientras que un fuego que se quema en el suelo. La Dr. Jenkins y Kong tratan de escapar de las llamas, pero a fin de mantener seguro a Kong, que los espíritus de los simios jóvenes de vuelta a su antigua casa en la isla de Kong, en donde se secuestra durante casi 20 años, mientras que ella sigue para criar y proteger Kong, y continúa su investigación sobre los Stones Primal. Se mantiene en contacto con su nieto Jason, quien jura mantener el secreto sobre su ubicación.
20 años después, Jason Jenkins asiste a un seminario en la universidad con su compañero de la escuela y su mejor amigo, Eric "Tann" Tanenbaum, que está siendo impartida por un profesor (que es en realidad De la Porta), quien ha hecho amistad con Jason en algún grado. Él convence a Jason que lo llevara a ver a su abuela, quien junto con Tann (que proporciona el avión de transporte) viaja con Jason a la isla Kong.
A su llegada a la isla Kong, Jason, Tann y De la Porta se enfrentan a una chica nativa llamada Lua, que es el chamán local y protector de la isla. Ella toma a los demás y De La Porta a una caverna oculta, donde la Dr. Jenkins ha continuado su investigación. Es allí donde De La Porta es descubierto por la doctora Jenkins, pero no antes de que De la Porta logra hacerse con el control del cuarteto, después de revelar que su mano derecha es un sustituto cibernético de su original que se disolvió.
Toma uno de los nuevos inventos de la Dr. Jenkins', llamado Cyberlink, un kit manos libres que permite el acceso a Internet, comunicación de dos vías y un efecto adicional de ser capaces de fusionar el usuario con otra criatura en un nivel genético que resulta en la formación de una enorme criatura, híbrida. Cuando Jason utiliza el Cyberlink para fusionarse con Kong, se revela que cuando Kong se enfada que crece en tamaño y poder, convirtiéndose en "mega-Kong", aunque el beneficio más obvio de la fusión es que Kong adquiere conocimientos de Jason de la mano combate cuerpo a cuerpo para su uso contra sus adversarios. También funciona a la inversa, lo que permite la fusión Jason Kong en sí mismo para el transporte del mono enorme con más facilidad, a pesar de la fuerza de voluntad de las dos partes significa que las fusiones pueden ser difíciles ya que las dos veces lucha por el control.
De La Porta trata de hacer que la Dr. Jenkins revelara la ubicación de los Stones Primal, pero Kong, ahora crecido a un tamaño enorme, interviene y envía a De la Porta luchando por su vida. Jason se ve obligado a utilizar el Cyberlink para detener De La Porta, pero el malvado científico se escapa, con la promesa de volver un día a tomar su venganza y la captura de los Stones Primal por sí mismo.
La serie continúa
La serie sigue las aventuras de Jasón y Kong, que son ayudados por Tann, la Dr. Jenkins y Lua en sus batallas contra De la Porta y sus secuaces Omar, Frazetti, Risitas, y Lucy Tiger. En el curso de la serie, Jason se entera de que los Stones Primal que De la Porta robó son parte de un sello místico que mantiene un antiguo mal de ser nombrado Cairo "El Destructor", que está atrapado debajo de un templo cerca de un gran volcán en la isla Kong. El original Kong se encargó de mantener el equilibrio de las piedras Primal, por lo que Cairo nunca subiría a amenazar al mundo. Cairo tiene un aliado criatura sub-humano llamado Arpía, que se esfuerza contra Kong para romper el equilibrio y liberar a Cairo. Él también tiene un poderoso demonio llamado Siniestro como uno de sus secuaces, que lucha con Kong.
Al mismo tiempo, Jason, Kong y sus amigos frente a otros más grandes que la vida de las amenazas para el mundo, y viajar por el mundo para salvar a la humanidad, una hazaña fácil gracias a la capacidad de Cyberlink para revertir-merge Kong en el cuerpo de Jason, lo que le permite a él para llevar a Kong en cualquier lugar que lo necesitas, y lo mantendrá contenido hasta que se requiere, aunque el proceso puede ser incómodo debido a la fuerte voluntad de ambas partes, resultando en el conflicto por el control ocasional.
Además de la amenaza de De la Porta, Jason, Kong, Tann, y Lua tienen algunos encuentros con un traficante de armas de fuego llamado André. En otras ocasiones, director de la película Aullidos Jack Crocket trata de demostrar al mundo que todavía existe Kong.
Las relaciones entre Jason, Tann, Kong y Lua son la base de su éxito frente a sus enemigos. Jason trata a Kong como un hermano mayor, representado por como lo llamaba Kong "hermano", y él y Tann han sido mejores amigos desde hace años. Lua, ya que la isla ha hecho amistad con Shaman Kong como parte de su formación y su deber de mantener la isla segura. Tanto Jason como Lua tienen algunos sentimientos creados por los demás, haciendo alusión a un posible romance entre ellos.
En lo que es cronológicamente el último episodio (pero no se muestra o aparece como el final, ya que los últimos episodios se mezclan, Kong, se fusionó con Jason, lanza Siniestro en arenas movedizas. De La Porta y Arpía utilizan las piedras de Primal para liberar a Cairo, pero la fuerza de La Porta de la vida se aspira de él como parte del ritual. Arpía es derrotado por Tann y murió cuando Lua usa los Stones Primal para pegarle con un rayo. Lua abre un portal, y Kong derrota a Cairo y lo lanza en el portal, sellando su regreso dentro de la roca. Kong destruye la roca, y la fuerza vital de La Porta vuelve a él, a pesar de que ha sido roto por el ritual, dejándolo incapacitado permanentemente.

## Personajes principales
Kong[: Es el clon de la ingeniería genética del original King Kong, creado por Lorna Jenkins utilizando el ADN del fallecido Kong original y el ADN de su nieto. Debido a que tiene una relación de hermano con Jason. Se le conoce como El Protector, con su fuerza y las piedras primal de proteger al mundo del demonio Cairo. A través del uso de la Cyber-Link se puede combinar con Jason y cuando se enfada puede crecer al doble de su tamaño. Ambos tienen una voluntad fuerte, así Kong sólo puede permanecer en Jason, o viceversa, por un corto período de tiempo antes de causar daño uno al otro. Ha aumentado los instintos, capaz de decir si algo está mal o si alguien no es quien dice ser, sin embargo, porque no puede hablar a los demás asumen que es una reacción excesiva.
Jason Jenkins (voz de Kirby Morrow): El nieto huérfano de la Dra. Lorna Jenkins y "hermano mayor" de Kong. Con su ADN, Lorna fue capaz de clonar a Kong después de que el original murió a causa de la caída de los rascacielos. Él es un arqueólogo importante de la universidad, Tann es su mejor amigo y compañero de clase. También es un artista marcial de alto nivel. Después de haber sido engañado por De La Porta y la pérdida de la piedra Primal Jason, junto con Tann, Lua y Kong buscan por todo el mundo, mientras que frustran los intentos de De La Porta de su activación del portal para malos propósitos. Es obvio Jason siente algo por Lua. En el episodio final, Lua y Jason confiesan sus sentimientos por el otro y casi se besan pero Kong salpica antes de que puedan. Jason de vez en cuando se combina con algo que no es Kong. En "Los temores ocultos" Jason se fusiona con la Soara Pteranodon y un Tiranosaurio cuando Kong se encuentra incapacitado por una gigantesca araña de veneno que se utilizó por Arpía. En "Tierra de ADN", se fusiona con un zorro Fennec para entrar en la tierra que grita Jack Crockett ADN parque de animales, y más tarde un águila para conseguir Kong salir de allí. En "La Renovación" Jason se fusiona con un Pteranodon y luego un Triceratops para detener un flujo de lava, mientras que Kong está ocupado luchando con Siniestro en un mundo paralelo.
Eric "Tann" Tannenbaum IV (expresado por Scott McNeil): El mejor amigo de Jason y compañero de estudios universitarios. A pesar de que es muy musculoso es una persona amable que saldrá de la manera de ayudar a sus amigos. Él también toma las artes marciales y se entrena con Jason, pero no es tan bueno como Jason, ya que no fue aceptado en un torneo de artes marciales. Sus padres son muy ricos y siempre le gusta comprar nuevos aparatos que a menudo llegan a ser muy útiles más adelante. Con el fondo de su abuelo le dejó, él es más rico que sus padres. Él es un piloto experto, siempre se ve volar un avión (o cualquier otro vehículo). Él tiene un gran amor por la pizza, y es a menudo visto comiendo con la piña como un complemento. A menudo se afirma dedos de los pies se pica si cree que algo malo está por suceder (aunque también podría ser una reacción alérgica a las pizzas de piña). En "Framed" se convierte en el padrino de nuevo hijo de su amigo.
Dr. Lorna Jenkins (voz de Daphne Goldrick): la abuela de Jason y la que clonó a Kong. Ella está en medio de la investigación de las diferentes especies de Kong, así como las Piedras de Primal cuando De La Porta les roba en el primer episodio. Durante las misiones se queda atrás en la isla dando la información de su laboratorio de investigación en una cueva oculta. Ella es capaz de ayudar al equipo con su gran cantidad de amigos en el mundo arqueológico para obtener la información que necesitan. Ella se ve que es muy atractiva para sus amigos varones, ya que suelen coquetear con ella cuando la charla.
Lua (voz de Azafrán Henderson): El chamán de la Isla Kong, y el último de su especie. Ella sabe muchos secretos sobre la isla Kong y ayuda a la Doctora Jenkins con su investigación, ella sabe que la Dr. Jenkins sólo quiere ayudar. Ella toma muy en serio su posición a pesar de que sólo en el nivel inicial, manteniendo los secretos de la isla del grupo y varias veces arriesgando su vida. Ella tiene una mascota llamada smilodon Chondar. Porque ella ha vivido en la isla toda su vida, ella es muy inocente sobre el mundo exterior. Es obvio que siente algo por Jason, como siempre se pone celosa cuando le menciona de una amiga del pasado las mujeres que el ve u otra mujer muestra interés en él. En el episodio final Lua y Jason confiesan sus sentimientos por el otro y casi se besan, pero Kong salpica antes de que puedan.

## Los Villanos
Ramón de la Porta (voz de David Kaye): Uno de los antagonistas del principio de la serie. Él y sus hombres trataron de robar los secretos científicos de Lorna Jenkins. Un encuentro con Jason y Kong dio lugar a él accidentalmente su mano derecha en una sustancia química en caliente cuando se trata de llegar a su pistola. Él y sus secuaces se escaparon y veinte años más tarde, Ramón consigue un trabajo en la universidad que Jason y Tann asisten. Se le muestra el uso de guantes con uno de ellos esconde una mano cibernética para reemplazar la que perdió. Cuando Lorna Jenkins envía un e-mail a su nieto, Ramón hacks habla con él para hacerle decir que deben ser invitados también. Una vez en la isla Kong, Ramón se revela a la Dr. Jenkins como se roba una de las Cyber-Links y se fusiona con smilodon Lua, Chon-Dar. Kong se defiende de Ramón, pero él se las arregló para secuestrar a la Dr. Jenkins a fin de que ella le lleve a las Piedras Primal. Kong le persigue, y se defiende de él una vez más, esta vez como que se fusiona con un oso cavernario. Cuando Ramón descubre el templo donde están las piedras Primal, se las arregla para robarlas incluso derrota a Kong, mientras que se fusionó con una serpiente gigante. Jason se las arregla para recuperar dos de ellas. Durante la serie, Ramon utiliza las Piedras Primal para sus propios fines en diferentes lugares, incluso la modificación de la Cyber-Links que le robó paea fusionarse con cualquier cosa que se asemeja a un animal o una fusión de dos animales para formar un híbrido. Al final, su fuerza de vida es absorbida por Arpía, como parte del ritual de Cairo para liberarle. Se volvió a él una vez que Cairo es encerrado nuevamente, pero su fuerza de vida es, sin embargo muy débil ya que fue quebrada por el ritual. Ramón ha utilizado la Cyber-Link para combinar con los animales anging de Chon-Dar, un oso cavernario, una serpiente gigante, un jabalí, un gato y un escorpión para formar un Manticore, una estatua de Tyrannosaurus en el La Brea Tar Pits, un jaguar, un águila, una cacatúa, un mono araña (cuando De La Porta había una tribu una joya de invisibilidad), un perro, dos perros de pastor alemán para formar una versión humanoide de dos cabezas de ellos, y hasta un mechón de pelo de Jason para convertirse en un clon de Jason.
Omar (voz de Scott McNeil): Él es un afroamericano alto y el segundo al mando de De La Porta . Es visto por última vez en el segundo episodio pasado atrapado en la isla, y su destino final no es nunca revelado. A lo largo de la serie, Omar utiliza la Cyber-Link para combinar con un león y un águila para convertirse en un grifo, una estatua de Triceratops en el La Brea Tar Pits, un oso hormiguero gigante, una rata, un perro, un mandril, un coyote, y un lagarto
.
Frazetti (voz de Kirby Morrow): Un hombre musculoso con una rubia cabellera de vaca lame peinado que trabaja para De La Porta. Es visto por última vez en el segundo episodio pasado. A lo largo de la serie, que ha utilizado menos de Cyber-Link que los esbirros de otros como él lo utiliza para combinar con una hiena, un Stegosaurus, y un quetzal y una serpiente de cascabel para convertirse en la versión de la serie de Quetzalcóatl.
Risitas: Un hombre gordo grande que trabaja para De La Porta. Su verdadero nombre nunca es revelado, pero su apodo viene del hecho de que a menudo se ríe. Es visto por última vez en el segundo episodio pasado. A lo largo de la serie, Risitas utiliza la Cyber-Link para combinar con un dragón de Komodo, un cocodrilo, un águila, una tarántula, un coyote y un Stegosaurus.
Tiger Lucy (interpretada por Nicole Oliver): Una comerciante de arte que una vez ayudó a los padres Tann y parecía crecer enamorada de Tann. Sin embargo, más tarde se une a De La Porta y es cómplice de muchos de sus planes. No le importa lo que él quiere hacer, siempre y cuando se le paga. A pesar de que una vez utilizada la Cyber-Link para convertirse en un gato monstruoso, lo hace en una ocasión lo utilizan para fusionarse con su propio gato.
Rajeev: Un hombre de confianza de una sola vez de De La Porta. Él y sus aliados asistida De La Porta en la obtención de un antiguo pergamino de un monasterio del Himalaya. En Un episodio que él utiliza la Cyber-Link que De La Porta le dio a fusionarse con un Yeti gigante que se hizo amigo de Kong. Kong logra derrotar Rajeec al liberar el Yeti del control de Rajeev.
Wu-Chan (expresado por Scott McNeil): Un hombre de confianza de una sola vez de De La Porta. Él ayuda de La Porta en el secuestro de Jason y Lua en China, donde Jason fue invitado a competir en un torneo de karate. Él y De La Porta fuerza Jason en entrar en la Tumba del Primer Emperador de China, cerca de la Gran Muralla China para recuperar un pergamino que se revelan los secretos de la Piedra de primal de la vida y la muerte a cambio de la seguridad de Lua.
Tann (que usa Jason Cyber-Link para invertir-se funden con Kong) se las arregla para ponerse al día con Jason y ayudarle a recuperar el pergamino. Una vez que se han recuperado y entregado a De La Porta, Wu-Chan es la orden de atacar a medida que utiliza la Cyber-Link que De La Porta le dio a fusionarse con una serpiente y el perro de De La Porta le tiene que formar un dragón chino. Jason se fusiona con Kong y derrota a Wu-Chan.
Cairo (voz de Paul Dobson): Es el principal de los antagonistas de la serie. Él fue una vez un chamán que buscaba más poder y trató de robar la piedra original, en última instancia transformado en un antiguo demonio que fue sellado por el original Kong y su compañerochamán. Después De La Porta roba algunos de las Piedras Primal, Cairo es lentamente liberado de su encarcelamiento. No puede salir de donde está encarcelado, por lo general pone ha Arpía a manejar algunos puestos de trabajo que él le da. Para combatir a Kong, Cairo a menudo envía a Siniestro para luchar con Kong. En el episodio final, que se libera y pelea con Kong, pero es finalmente derrotado cuando Lua hace un hechizo y lo lanza Kong en el portal, reaprisionándolo. Su piedra es, entonces destruida por Kong.
Arpía (la voz de Paulina Newstone): Ella es un devoto siervo Cairo y el segundo al mando. Ella es una gárgola las mujeres y, a diferencia del resto de gárgola Cairo del ejército que parece más humano y es capaz de pensar por sí misma, a pesar de que está completamente dedicada a la causa Cairo. En el episodio final, después de ser lanzado en el Lua hechizo recita, Arpía se convirtió en piedra.
Siniestro: guerrero más fuerte de Cairo ', que es capaz de igualar incluso a Kong en la fuerza.
Andre (la voz de Ron Halder): Un vendedor de armas de fuego. Su primer encuentro con Jason, Tann, Lua, y Kong se produce cuando Risitas (que se fusionó con un dragón de Komodo) roba un poco de las armas en nombre de De La Porta. Escondite de Andre y sus secuaces incursión de La Porta y secuestrar a él y el dragón de Komodo. Una vez en su escondite en una plataforma petrolera en alta mar, interroga a André De La Porta sobre cómo funciona el enlace Cyber-. De La Porta demuestra para él por tener la Cyber-Link fusionar André con el dragón de Komodo. Como De La Porta se sale, Kong pelea con Andre. Después de que Kong derrota a André, las autoridades se ponen en contacto y Andre y sus hombres son arrestados. En "Blue Star", vuelve André, cuando él y los hombres son la caza furtiva ballenas jorobadas en los hielos de Groenlandia. Cuando sus hombres son detenidos por Kong, que se entera de esto y persigue a una ciudad perdida escondida en el hielo. Se las arregla para robar Jason Cyber-Link y el retorno a través de un pasaje submarino donde se utiliza Jason Cyber-Link para combinar con un oso polar (que sus hombres habían capturado a un ataque de Andre). Kong logra derrotar a Andre, pero él y sus secuaces escapan. En "Entrevista con un mono" Aullidos Jack Crockett entrevistas a André en la cárcel de su encuentro con Kong. Se puso de manifiesto en algún momento que vendió Crockett un láser que se ve en la "Tierra de ADN", que trata de renegar de Crockett para el público.

## Otros medios de comunicación
Dos juegos de video fueron puestos en libertad basado en la serie, tanto en la Nintendo Game Boy Advance. La primera, llamada simplemente Kong: La serie animada, fue lanzado por Planet Interactive en 2002. El segundo fue liberado por los juegos de Majesco en 2005, y se basa en el video-directo la película Kong: Rey de la Atlántida.